# Earias syriacana
Earias syriacana is een nachtvlinder uit de familie van de visstaartjes (Nolidae). 
De wetenschappelijke naam van de soort is voor het eerst geldig gepubliceerd door Bartel in 1903.
De soort komt voor in Europa.